# Sentimento Louco
"Sentimento Louco" é uma canção da cantora e compositora brasileira Marília Mendonça. A faixa, que não chegou a ser lançada como single, foi originalmente lançada no EP Marília Mendonça, de 2014, e regravada no álbum Marília Mendonça: Ao Vivo (2015).

## Composição
Escrita por Marília Mendonça, Juliano Tchula e Elcio Di Carvalho, "Sentimento Louco" foi uma das primeiras canções de Marília a serem gravadas. Ela aborda a perspectiva de uma mulher amante que está ciente dos perigos, mas mesmo assim sente prazer na relação.

## Lançamento e recepção
"Sentimento Louco" foi originalmente lançada em 2014, no EP Marília Mendonça. No entanto, a versão mais conhecida da faixa é do álbum Marília Mendonça: Ao Vivo (2015). A versão desta canção recebeu disco de diamante pela Pro-Música Brasil.
A música foi uma das composições favoritas de Marília Mendonça, que chegou a utilizá-la como nome de seu escritório - Sentimento Louco Produções Artísticas. Além disso, também se tornou um dos maiores sucessos da sua carreira.

## Vendas e certificações
| País   | Associação de gravadoras | Certificação | Vendas    |
| ------ | ------------------------ | ------------ | --------- |
| Brasil | Pro-Música Brasil        | - Diamante   | - 300.000 |